# Campionati europei di ciclismo su pista 2025 - Americana femminile
La gara della americana femminile ai Campionati europei di ciclismo su pista 2025 si svolse il 16 febbraio 2025 presso il Omnisport Heusden-Zolder di Heusden-Zolder, in Belgio.

## Risultati
La gara consta di 120 giri (30km), con uno sprint ogni 10 giri.
| Pos | Atleta                                   | Nazione     | Punti giro | Punti sprint | Ordine finale | Punti |
| --- | ---------------------------------------- | ----------- | ---------- | ------------ | ------------- | ----- |
| 1   | Lisa van Belle Maike van der Duin        | Paesi Bassi | 40         | 22           | 1             | 62    |
| 2   | Chiara Consonni Vittoria Guazzini        | Italia      | 20         | 33           | 2             | 53    |
| 3   | Victoire Berteau Marion Borras           | Francia     | 20         | 22           | 3             | 42    |
| 4   | Amalie Dideriksen Ellen Klinge           | Danimarca   | 20         | 21           | 4             | 41    |
| 5   | Lara Gillespie Mia Griffin               | Irlanda     | 20         | 12           | 9             | 32    |
| 6   | Neah Evans Maddie Leech                  | Regno Unito | 20         | 11           | 7             | 31    |
| 7   | Michelle Andres Aline Seitz              | Svizzera    | 0          | 8            | 5             | 8     |
| 8   | Katrijn De Clercq Helene Hesters         | Belgio      | 0          | 8            | 12            | 8     |
| 9   | Messane Bräutigam Lena Charlotte Reißner | Germania    | 0          | 6            | 10            | 6     |
| 10  | Maja Tracka Olga Wankiewicz              | Polonia     | -20        | 0            | 6             | -20   |
| 11  | Gabriela Bártová Barbora Němcová         | Rep. Ceca   | -40        | 0            | 8             | -40   |
| 12  | Eva Anguela Laura Rodríguez              | Spagna      | -40        | 0            | 11            | -40   |
| 13  | Anna Kolyzhuk Kateryna Velychko          | Ucraina     | -40        | 0            | -             | DNF   |